# Philosepedon uncinatum
Philosepedon uncinatum är en tvåvingeart som beskrevs av Bravo, Chagas och Cordeiro 2006. Philosepedon uncinatum ingår i släktet Philosepedon och familjen fjärilsmyggor. Inga underarter finns listade i Catalogue of Life.